# Попереково
Попереково — деревня в составе Илья-Высоковского сельского поселения Пучежского района Ивановской области.

## География
Расположена в 10 км от районного центра город Пучеж на берегу реки Волга- Горьковского водохранилища («Горьковского моря»).

## Население
| 2010 |
| ---- |
| 13   |

## Инфраструктура
Деревня представляет собой комплекс жилых деревянных и кирпичных частных домовладений с хозяйственными постройками и прилегающими к ним земельными участками.
Деревня электрифицирована.
С 2012 года осуществляются работы по газификации деревни.
Центральный водопровод отсутствует, но возможно бурение скважин.

## Экономика
Вокруг деревни располагаются сельскохозяйственные угодья бывшего колхоза им. Ленина, а также земли КФХ Малютова В.В.
Жители деревни занимаются личным подсобным хозяйством, садоводством, огородничеством, пчеловодством, ловлей рыбы.

## Достопримечательности
С высокого обрывистого берега открывается вид на Горьковское водохранилище, ширина которого в данном месте составляет 7-9 км, на очертания соседних берегов (Нижегородской области), на место впадения в водохранилище реки Ячменка — притока реки Волга.

## Транспорт
Осуществляется регулярное автобусное сообщение с центром района - городом Пучеж (автобусы Пучеж — Большое Село). Перевозки производятся МУП «Трансремсервис». C автостанции г. Пучеж можно доехать до других населенных пунктов пригородного или междугороднего сообщения (Москва, Иваново, Кинешма, Нижний Новгород).